# Andrej E. Skubic

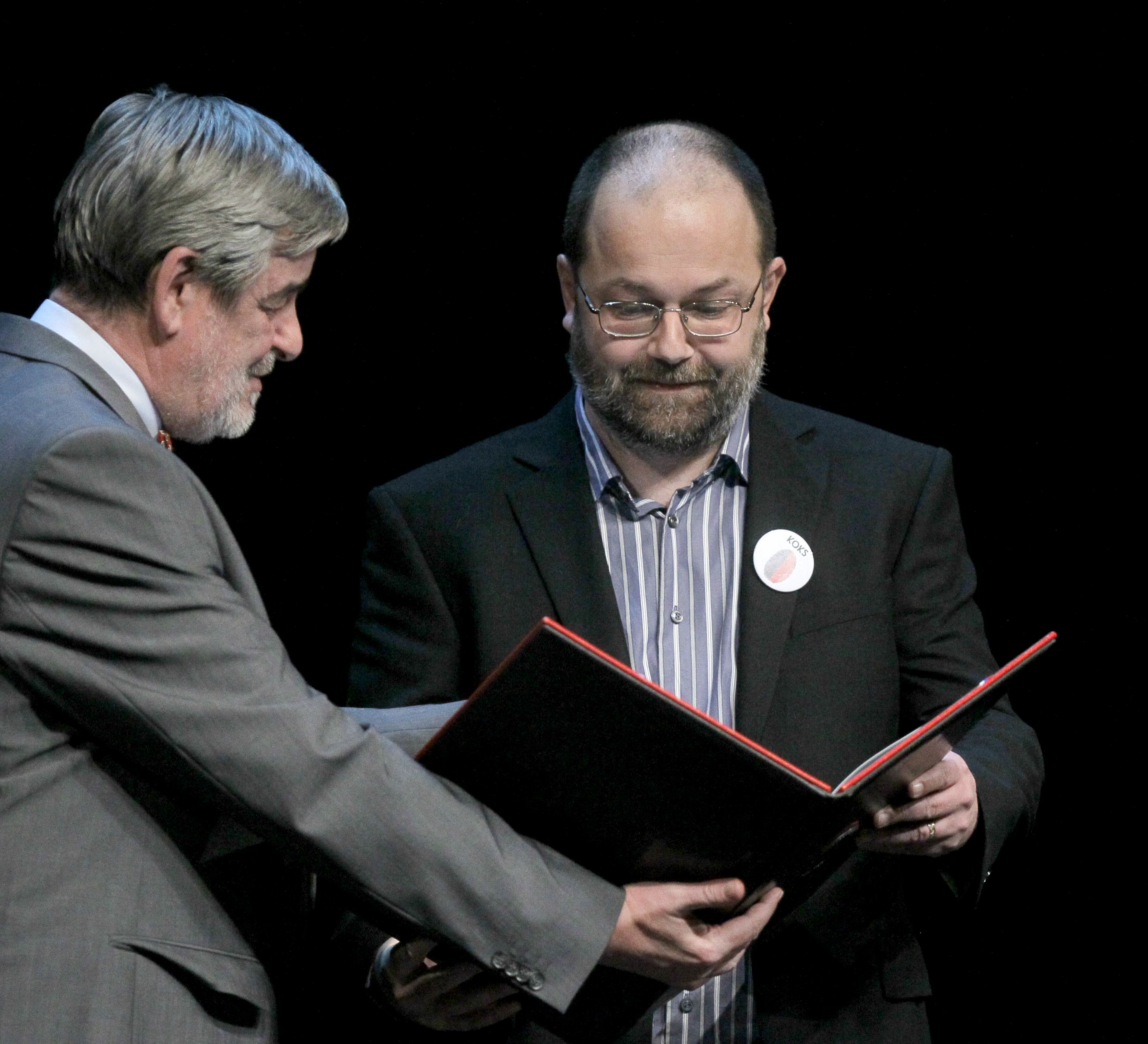
Andrej E. Skubic (2012)

Andrej Ermenc Skubic (geboren 28. Dezember 1967 in Ljubljana, Jugoslawien) ist ein slowenischer Schriftsteller und Übersetzer.

## Leben
Skubic studierte Englisch und Slawistik an der Philosophischen Fakultät der Universität Ljubljana und war ebendort bis zum Abschluss seiner Promotion zwischen 1998 und 2004 als Assistent am Institut für Translationswissenschaft beschäftigt. Thema seiner Dissertation war eine Analyse von Soziolekten in Gesellschaft und Literatur. Die Ergebnisse der Dissertation erschienen 2005 unter dem Titel Obrazi jezika (Gesichter der Sprache) in Buchform. Skubic arbeitet seit seiner Promotion als freier Schriftsteller und Übersetzer und lebt in Ljubljana.

## Literarisches Werk
Skubic veröffentlichte ab 1989 erste Texte in Zeitschriften, sein Romanerstling Grenki med (Bitterer Honig) erschien 1999 und bescherte ihm gleich zwei renommierte Preise: Den Preis für das beste literarische Debüt und den Kresnik-Preis für den besten Roman des Jahres. Auch sein zweiter Roman Fužinski bluz (2001; Fužine Blues) war nicht minder erfolgreich und wurde für den Kresnik-Preis nominiert. Mit beiden Romanen kreierte Skubic eine ausgesprochen urbane, polyphone und multikulturelle Prosa, die in der slowenischen Literatur bis dato unbekannt war. Skubic erwarb sich mit beiden Romanen den Ruf, das zeitgenössische Ljubljana in die Literatur eingeführt zu haben. Hatte er sich zuvor mit Soziolekten auf theoretischer Ebene beschäftigt, verlieh er ihnen mit beiden Werken eine literarische Stimme. Beide Werke sind in Umgangssprache verfasst; insbesondere Fužinski bluz stellte hierbei eine Innovation dar, da hier zum ersten Mal ein Soziolekt des Stadtviertels Fužine in Ljubljana verschriftlicht wurde, in dem viele Einwanderer aus den Nachfolgestaaten Jugoslawiens leben und verschiedene Sprachhybride aus dem Slowenischen und den B/K/S-Sprachen sprechen. Später sollte Goran Vojnović mit seinem Roman Čefurji raus! eine noch populärere und überzeugendere Literarisierung von Fužine-Soziolekten gelingen.
Auch in weiterer Folge sollte Skubic in seiner Prosa der Behandlung aktueller gesellschaftlicher Zustände und Probleme treu bleiben. Nach dem Kurzgeschichtenband Norišnica (2004, Irrenhaus) folgte 2006 der Roman Popkorn, mit dem er den Wettbewerb des Cankar-Verlags für den besten Roman über das zeitgenössische Leben gewann und den Župančič-Preis 2007 erhielt. Auch hier steht ein Romanheld aus Ljubljana im Mittelpunkt, der Text ist ebenso in Umgangssprache gehalten. Mit Lahko (dt. Übersetzung Ruhe, 2017) schlug Skubic 2009 eine etwas andere literarische Richtung ein. Das Romandiptichon basiert zum Teil auf realen Begebenheiten, und zwar zum einen auf der Geschichte der Roma-Familie Strojan, die auf Druck der slowenischen Bevölkerung aus ihrem Wohnort Ambruš umgesiedelt wurde, zum anderen auf der Geschichte der Jasmine Richardson aus der kanadischen Kleinstadt Medicine Hat. 2011 veröffentlichte er den Roman Koliko si moja (dt. Übersetzung Wie viel von dir gehört mir?, 2015), mit dem er 2012 erneut den Kresnik-Preis gewinnen konnte und darüber hinaus den Preis der Prešeren-Stiftung erhielt. Der Roman behandelt die Frage des Eigentums auf wörtlicher und übertragener Ebene: Der Romanheld entscheidet sich nach der vorläufigen Trennung von seiner Freundin, nachdem diese von einem anderen Mann schwanger wird, das Haus seiner Mutter im Savinja-Tal zu renovieren und stößt hierbei auf ungeklärte Besitzverhältnisse. Für seinen nächsten Roman Samo pridi domov (Dass du nur nach Hause kommst) erhielt Skubic 2015 zum dritten Mal den Kresnik-Preis. Auch hier zeigte sich Skubic innovativ, in dem er mit Korruption und politischen Manipulationen akute Themen der slowenischen Gesellschaft aufgriff. Mit Igre brez meja (dt. Übersetzung Spiele ohne Grenzen, 2017) lieferte Skubic einen literarischen Beitrag zur Flüchtlingskrise. Die Hauptpersonen sind zwei Slowenen, die ihren Lebensunterhalt mit dem Einsammeln von Bootsflüchtlingen im Mittelmeer verdienen. Im Zentrum der beiden nächsten Romane steht die Auseinandersetzung mit Familiengeschichte, ohne jedoch den Blick für Gesellschaftskritik zu verlieren. 2017 erschien der Roman Permafrost, in dem ein pensionierter israelischer Offizier mit der Geschichte seines Vaters konfrontiert wird; 2021 hingegen Krasni dnevi (Tolle Tage), in dem ein Witwer seine verschwundene Tochter sucht und beide die Familiengeschichte zu reflektieren beginnen.
Skubic' Romane wurden in mehrere Sprachen übersetzt; als Übersetzer ins Deutsche hat sich Erwin Köstler etabliert.
Skubic schreibt seit 2018 auch Kinderliteratur. In der Serie Trio Golaznikus sind bisher sieben Bände erschienen. Weiterhin ist er Autor einiger Dramentexte. Ana Lasić' Theaterfassung von Fužinski bluz am Theater SNG Drama in Ljubljana wurde 2006 zur Biennale Wiesbaden an das Staatstheater Wiesbaden eingeladen.
Weiterhin ist Skubic auch ein produktiver Literaturübersetzer, hauptsächlich englischsprachiger Literatur. Er übersetzte ins Slowenische Autoren wie Samuel Beckett, Flann O’Brien, Patrick McCabe, James Joyce, James Kelman, Gertrude Stein und Irvine Welsh. 2007 erhielt er für seine übersetzerischen Verdienste den Sovre-Preis.
Er veröffentlicht unter dem Namen Andrej E. Skubic, wobei E. für Ermenc, den Nachnamen seiner Frau steht.

## Buchpublikationen

### Prosa
- Pa čeprav buldožer. Novo mesto: Goga, 2022.
- Krasni dnevi. Ljubljana: Beletrina, 2021.
- Permafrost. Ljubljana: Modrijan, 2017.
- Igre brez meja. Ljubljana: Modrijan, 2015
  - Spiele ohne Grenzen. Roman. Aus dem Slowen. von Erwin Köstler. Dresden und Leipzig: Voland & Quist, 2017.
- Samo pridi domov. Ljubljana: Modrijan, 2014.
- Koliko si moja? Ljubljana: Študentska založba, 2011.
  - Wie viel von dir gehört mir?: Roman. Aus dem Slowen. von Erwin Köstler. Klagenfurt: Drava, 2015.
- Lahko. Roman. Ljubljana: Študentska založba, 2008.
  - Ruhe. Roman. Aus dem Slowen. von Erwin Köstler. Klagenfurt: Drava, 2017.
- Grenki med. Maribor: Litera, 2007.
- Popkorn. Ljubljana: Cankarjeva založba, 2006.
- Obrazi jezika. Ljubljana: Študentska založba, 2005.
- Norišnica. Ljubljana: Študentska založba, 2004.
- Fužinski bluz. Ljubljana: Študentska založba, 2001.
- Grenki med. Ljubljana: DZS, 1999.

### Kinderliteratur
- Amor in strašne stvari. Ljubljana: Mladinska knjiga, 2021.
- Ne bi smel odpreti tistih vrat. Ljubljana: Mladinska knjiga, 2020.
- Diverzanti in izdajalci. Ljubljana: Mladinska knjiga, 2020.
- Roksi najde dom. Ljubljana: Mladinska knjiga, 2020.
- Golazni iz omare. Ljubljana: Mladinska knjiga, 2019.
- Težave z angelčki. Ljubljana: Mladinska knjiga, 2019.
- Babi nima več telefona. Ljubljana: Mladinska knjiga, 2018.
- Telefon ali Tisoč stvari. Ljubljana: Mladinska knjiga, 2018.